# A-gänga
A-gänga är en gängtyp som tidigare använts av Televerket. Storlekarna betecknas med nummer och bokstaven A.
| Skruv # | Dy (mm) |
| ------- | ------- |
| 1A      | 1,2     |
| 2A      | 1,55    |
| . . .   |         |
| 10A     | 5,7     |